# 能源期貨
能源期貨（英語：energy futures）包括原油及其附屬產品的燃油、汽油等，及其他能源如丙烷、天然氣等期貨。原油是全世界使用率最高的能源，至少短期之內無任何能源可取代其地位。一般原油大部分的產量都集中在中東地區，所以原油價格波動易受到石油輸出國組織（OPEC）對於石油產量決議的影響，但美國為原油的使用大國，故對原油價格波動仍具相當大的影響力。目前全世界最大的能源期貨交易所為美國紐約商業交易所（NYMEX）。